# (8982) Oreshek
(8982) Oreshek est un astéroïde de la ceinture principale.

## Description
(8982) Oreshek est un astéroïde de la ceinture principale. Il fut découvert le 25 septembre 1973 à Naoutchnyï par Lioudmila Jouravliova. Il présente une orbite caractérisée par un demi-grand axe de 2,35 UA, une excentricité de 0,16 et une inclinaison de 6,2° par rapport à l'écliptique.

## Compléments